# Branford Marsalis

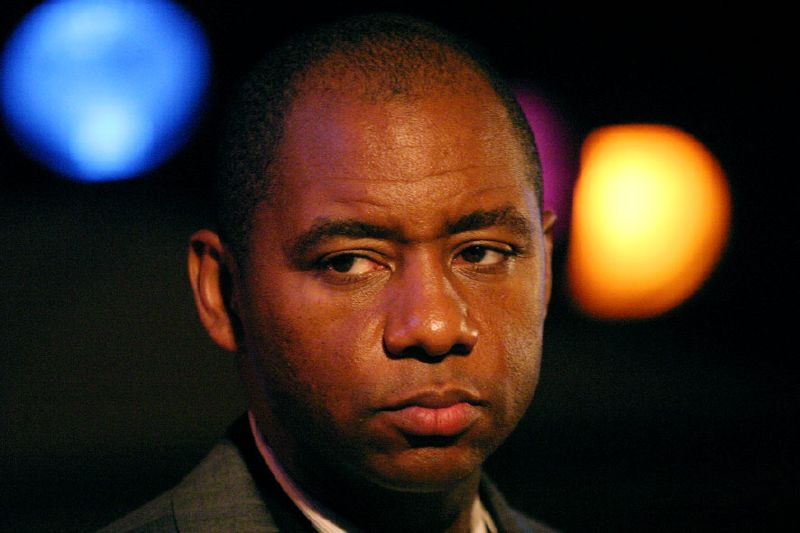
Branford Marsalis.

Branford Marsalis (Breaux Bridge, Luisiana, 26 de agosto de 1960) es un saxofonista estadounidense de jazz y de música clásica. Ha sido citado como "posiblemente el instrumentista de jazz estadounidense más respetado". Si bien es conocido principalmente por su trabajo en el jazz como el líder del Branford Marsalis Quartet, también actúa con frecuencia como solista con conjuntos clásicos y ha dirigido el grupo Buckshot LeFonque.

## Trayectoria

### Familia
Branford Marsalis nació el 26 de agosto de 1960 y es el mayor de sus cinco hermanos. Estos son (Wynton Marsalis, Ellis Marsalis III, Delfeayo Marsalis, Mboya Kinyatta y Jason Marsalis). Wynton, Delfeayo y Jason también son músicos de jazz y Ellis es poeta, fotógrafo e ingeniero en Baltimore. Su hermano Mboya tiene autismo. Sus padres son Delores Ferdinand Marsalis y el famoso pianista Ellis Marsalis, Jr.. Branford fue también parte del grupo de exploradores Boy Scouts of America.

### Comienzos 1980 - 2000
Tras sus estudios en Southern University, en Berklee, Branford inició su carrera profesional al inicio de los años 80, tocando el saxofón barítono en la Art Blakey's Big Band, de Clark Terry y el saxofón alto en la Blakey's Jazz Messengers. Desde 1982 a 1985 tocó el saxofón tenor y soprano con el grupo de su hermano Wynton y con la banda de apoyo de Sting. Su carrera vino marcada inicialmente por Wayne Shorter y más tarde, pero de forma más destacada, por John Coltrane. En 1985 participó en Live Aid como único músico de Sting (más tarde acompañado por Phil Collins). En 1986 formó su propio grupo con Kenny Kirkland (piano), Bob Hurst (bajo) y Jeff Watts (batería).
Entre 1992 a 1995 fue director musical del Tonight Show de Jay Leno. Siguió el proyecto Buckshot LeFonque cuyo objetivo era la fusión del jazz con R&B, hip hop y rock. Durante los años 90 Branford colaboró como invitado con los Grateful Dead. Participó también en diversos álbumes al lado de Bruce Hornsby. Branford y Hornsby ganaron un Grammy en 1993 al mejor instrumento pop y por su composición Barcelona Mona, compuesta para los Juegos Olímpicos de Barcelona. Tocó incluso con Miles Davis, en los últimos días de este.

### 2000 - 2008 Actividades de profesor de música
En 2002 fundó el sello discográfico independiente Marsalis Music que edita álbumes de, entre otros, Doug Wamble, Harry Connick, Jr. y Miguel Zenon. Creó también la banda Branford Marsalis Quartet.
Marsalis también se ha involucrado en la educación universitaria, con nombramientos en Michigan State (1996-2000), San Francisco State (2000-2002) y North Carolina Central University (2005-presente). Después del huracán Katrina en 2005, Marsalis y Harry Connick, Jr., en colaboración con el Hábitat para la Humanidad local, crearon Musicians Village en Nueva Orleans, con el Centro de Música Ellis Marsalis como pieza central. En 2012, Marsalis y Connick recibieron el Premio S. Roger Horchow al Mejor Servicio Público por un Ciudadano Privado, un premio otorgado anualmente por los Premios Jefferson.
En septiembre de 2006, Branford Marsalis recibió un doctorado honorario de Música del Berklee College of Music. Durante su ceremonia de aceptación, fue honrado con una actuación tributo con música de toda su carrera.

### Proyectos clásicos y de Broadway: 2008 - 2010
Bajo la dirección del director Gil Jardim, Branford Marsalis y miembros de la Philharmonia Brasileira recorrieron los Estados Unidos en el otoño de 2008, interpretando obras del compositor brasileño Heitor Villa-Lobos, arregladas para saxofón y orquesta. Este proyecto conmemoró el 50 ° Aniversario de la muerte del compositor brasileño.
Branford Marsalis y los miembros de su cuarteto se unieron a la North Carolina Symphony para tocar en el álbum American Spectrum, lanzado en febrero de 2009 por BIS Records de Suecia. El álbum muestra a Marsalis y la orquesta interpretando una amplia gama de música estadounidense de Michael Daugherty, John Williams, Ned Rorem y Christopher Rouse, dirigida por Grant Llewellyn.
Marsalis fue nominado y ganó un premio Drama Desk 2010 en la categoría "Música destacada" y también fue nominado para un Tony Award 2010 en la categoría de "Mejor banda sonora original (música y / o letras) escritas para el teatro". por su participación en el reestreno en Broadway de la obra de August Wilson, Fences.
El 14 de julio de 2010, Marsalis hizo su debut con la Filarmónica de Nueva York en el Great Lawn de Central Park. Dirigidos por el director de orquesta Andrey Boreyko, Marsalis y la Filarmónica de Nueva York interpretaron el "Concerto for Alto Saxophone" de Glazunov y "Hot-Sonate para Saxofón Alto y Orquesta" de Schuloff. Boreyko, Marsalis y la Filarmónica realizaron el mismo programa otra vez en Vail, CO, ese mes y cuatro veces más en el Avery Fisher Hall en Nueva York, el siguiente febrero.

### 2011 - presente
Marsalis, con su padre y sus hermanos, fueron receptores del premio NEA Jazz Masters 2011.
En junio de 2011, después de trabajar juntos durante más de 10 años en una banda, Branford Marsalis y Joey Calderazzo lanzaron su primer álbum a dúo titulado: Songs of Mirth and Melancholy, en la etiqueta de Branford, Marsalis Music. Su estreno mundial fue el 29 de junio de 2011 en el Koerner Hall en el TD Toronto Jazz Festival de 2011.
En 2012, Branford Marsalis lanzó Four MFs Playin 'Tunes en vinilo de alta definición de 180 gramos de lujo, antes del Record Store Day 2012, el 21 de abril de 2012. Esta es la primera grabación del Branford Marsalis Quartet con el baterista Justin Faulkner, quien se unió al banda en 2009 y fue el primer lanzamiento de vinilo de Marsalis Music. El CD y el lanzamiento digital de Four MFs Playin 'Tunes se produjeron el 7 de agosto de 2012. Las compras de vinilos incluyeron una tarjeta de descarga que permitía a los compradores recibir una copia digital gratuita cuando se lanzara. El álbum fue nombrado Mejor Álbum de Jazz Instrumental del Año por iTunes de Apple.
En mayo de 2012, Branford Marsalis recibió un título honorífico de doctor en Música de la Universidad de Carolina del Norte en Chapel Hill.
En junio de 2012, Marsalis, junto con su amigo y compañero nativo de Nueva Orleans, Harry Connick, Jr., fue honrado por los Premios Jefferson para el Servicio Público por su trabajo en la Villa de los Músicos de Nueva Orleans.
Marsalis interpretó The Star-Spangled Banner el miércoles, 5 de septiembre de 2012 en la Convención Nacional Demócrata en Charlotte.
El 26 de marzo de 2013, Branford Marsalis recibió el título de Doctor of Arts Leadership, honoris causa de la Universidad de Saint Mary's de Minnesota.

## Discografía

### Como líder
- 1984 Scenes in the City
- 1985 Royal Garden Blues
- 1986 Romances for Saxophone
- 1987 Renaissance – en "The Peacocks": Herbie Hancock – Piano, Buster Williams – Bajo
- 1988 Random Abstract
- 1989 Trio Jeepy –  Milt Hinton (bajo) y Jeff Watts (batería)
- 1989 Do the Right Thing – música compuesta y dirigida por Bill Lee
- 1990 Mo' Better Blues – Banda sonora del film
- 1990 Crazy People Music
- 1991 The Beautyful Ones Are Not Yet Born – con Wynton Marsalis (trompeta) y Courtney Pine (saxo tenor)
- 1992 I Heard You Twice the First Time – Con B. B. King, John Lee Hooker, Rip Tip Johnson, sobre la historia de la música Afro–Americana. Grammy Winner en la categoría Best Jazz Instrumental Performance, Individual Or Group
- 1992 Sneakers – Banda sonora del film
- 1993 Bloomington – live
- 1994 Buckshot LeFonque
- 1996 Loved Ones – En dúo con su padre Ellis Marsalis (piano)
- 1996 The Dark Keys
- 1997 Music Evolution – Segundo proyecto Buckshot LeFonque
- 1999 Requiem –  Dedicado al pianista Kenny Kirkland y grabado pocos días antes de su muerte
- 2000 Contemporary Jazz – Grammy Winner en la categoría Best Jazz Instrumental Album, Individual or Group
- 2001 Creation
- 2002 Footsteps of Our Fathers
- 2003 Romare Bearden Revealed – Publicado junto a The Art of Romare Bearden (pintor americano)
- 2004 Eternal
- 2004 A Love Supreme Live – DVD
- 2005 A Duo Occasion – DVD con Harry Connick, Jr.
- 2006 Braggtown
- 2009 Metamorphosen
- 2011 Songs of Mirth and Melancholy (dúo álbum con el pianista Joey Calderazzo)
- 2012 Four MFs Playin' Tunes (Apple iTunes Best of 2012 Instrumental Jazz Album of the Year)
- 2014 In My Solitude: Live at Grace Cathedral
- 2015 Branford Marsalis Quartet Performs Coltrane's a Love Supreme Live in Amsterdam
- 2016 Upward Spiral (Branford Marsalis Quartet con Kurt Elling)

### Como acompañante / invitado especial
- 1980 Live at Montreux and Northsea – Art Blakey and The Jazz Messengers Big Band
- 1981 Killer Joe – Art Blakey con George Kawaguchi
- 1982 Keystone 3 – Art Blakey and The Jazz Messengers
- 1982 Wynton Marsalis – Wynton Marsalis
- 1983 Think of One – Wynton Marsalis
- 1984 Decoy – Miles Davis
- 1984 Hot House Flowers – Wynton Marsalis
- 1984 Closer to the Source – Dizzy Gillespie
- 1985 New Faces – Dizzy Gillespie
- 1985 Black Codes (From the Underground) – Wynton Marsalis
- 1985 Oshumare – Billy Hart
- 1985 Opening Night – Kevin Eubanks
- 1985 The dream of the blue turtles – Sting
- 1985 With Sting at Live Aid
- 1986 Break Every Rule – Tina Turner. Branford toca en el tema: "Paradise Is Here"
- 1986 Bring on the Night – Sting (live album)
- 1987 ...Nothing Like the Sun – Sting
- 1987 Last Session – Sting/Gil Evans
- 1990 We Are in Love – Harry Connick, Jr.
- 1990 Without a Net – Grateful Dead. Branford toca en el tema: "Eyes of the World" (live)
- 1990 You Won't Forget Me – Shirley Horn. Branford toca en el tema: "It Had to Be You"
- 1990 Live It Up – Crosby, Stills & Nash. Branford toca en los temas "5 Yours", "Mine" y "9 Arrows"
- 1990 The Soul Cages – Sting
- 1991 In the door – Joey Calderazzo
- 1991 Karma – Robin Eubanks
- 1992 Pontius Pilate's Decision – Delfeayo Marsalis
- 1993 Three Flew Over the Cuckoo's Nest – Béla Fleck and the Flecktones
- 1993 Harbor Lights – Bruce Hornsby Grammy Winner por el tema: "Rainbow's Cadillac"
- 1993 Jazzmatazz, Vol. 1 – Guru. Se incluye el tema: "Transit Ride" con Zachary Breaux.
- 1993 It's Got to Be Funky – Horace Silver
- 1994 Stones In The Road – Mary–Chapin Carpenter. En el tema: "John Doe No. 24."
- 1994 The Guide (Wommat) – Youssou N'Dour. Branford toca en el tema: "Without a Smile"
- 1994 JLW – Joe Louis Walker. En el tema: "Inner City Man"
- 1994 MJQ & Friends: A 40th Anniversary Celebration – Modern Jazz Quartet
- 1994 Rob Wasserman: Trios Con Bruce Hornsby en "White–Wheeled Limousine"
- 1994 "With the Tenors of Our Time" – Roy Hargrove. En el tema: "Valse Hot."
- 1995 Tales from the Acoustic Planet – Béla Fleck
- 1995 Hot House – Bruce Hornsby
- 1995 Joe Cool's Blues – Ellis & Wynton Marsalis. Branford toca en el tema: "Little Birdie"
- 1996 Live Art – Béla Fleck and the Flecktones
- 1996 Mercury Falling – Sting
- 1999 Brand New Day – Sting
- 2000 Wandering Moon – Terence Blanchard
- 2003 Little Worlds – Béla Fleck and the Flecktones
- 2003 The Marsalis Family: A Jazz Celebration – Incluye a los 4 hermanos: Branford, Delfeayo Marsalis, Jason Marsalis, Wynton Marsalis, y a su padre, Ellis Marsalis
- 2005 Occasion : Connick on Piano, Volume 2 – A dúo con Harry Connick, Jr.
- 2006 Intersections (1985–2005) – Bruce Hornsby
- 2007 Djin Djin – Angelique Kidjo. Branford toca en tema: "Djin Djin"
- 2007 Marsalis Music Honors Bob French (2007) – Bob French
- 2007 ID – Anna Maria Jopek. Branford toca en los temas: Zrób, co mozesz (Do What You Can) y Niepojete i ulotne (Incomprehensible & Elusive)
- 2009 Your Songs – Harry Connick, Jr.
- 2009 Watts – Jeff "Tain" Watts
- 2010 Sting Live In Berlin – Sting (live album/DVD)
- 2010 Music Redeems – The Marsalis Family (live álbum)
- 2012 Spirit Rising Angelique Kidjo
- 2013 Every Man Should Know – Harry Connick, Jr.
- 2013 Musical Gifts from Joshua Bell and Friends – Joshua Bell
- 2014 Spring 1990 (The Other One) – Grateful Dead
- 2014 Wake Up to Find Out – Grateful Dead
- 2015 30 Trips Around the Sun – Grateful Dead
- 2015 30 Trips Around the Sun: The Definitive Live Story 1965–1995 – Grateful Dead
- 2016 Safaricom International Jazz Festival 2016